# 唐括多保真
昭肃皇后唐括氏（?—?），名多保真，女真首领烏骨迺的妻子，金太祖、金太宗的祖母。帅水隈鸦村唐括部人。父亲名叫石批德撒骨只，是巫师。唐括氏有见识气度，她在父母家好待宾客，父母出行，她在家中则多置酒馔款待邻里和行旅之人。完顏烏古迺饮食过人，时人称之为“活罗”。烏古迺的父亲完顏石魯说：“俭啬的女子吝惜酒食，不可以娶这样的。”乌古乃听说唐括氏慷慨，乃娶唐括氏。
辽朝派同干讨伐五国浦聂部，完顏烏古迺派唐括氏与劾孙到拔乙门之处为人质，而与同干一起偷袭攻取，辽道宗以完顏烏古迺为节度使。
唐括氏虽喜招待宾客，但自己不饮酒。完顏烏古迺去世后，他的儿子完顏劾里鉢兄弟只要用兵，皆禀告给母亲唐括氏之后再行动，胜负唐括氏都有惩劝。农月，亲自监督耕耘。唐括氏往邑屯村，完顏劾里本、完颜颇剌淑皆从。
唐括氏不妒忌，阔略女工，能辑睦宗族，当时有人以为她有丈夫之度。天会十五年（1137年），金熙宗追谥高祖母为昭肃皇后。

## 延伸阅读
[在维基数据编辑]
 《金史·卷63》，出自脱脱《遼史》